# Bambú (métro de Madrid)
Pour les articles homonymes, voir Bambú.
Bambú est une station de la ligne 1 du métro de Madrid. Elle est établie sous l'intersection entre les rues Bambú et Yucca, dans l'arrondissement de Chamartín. Elle est mise en service en 2007.

## Situation sur le réseau

Plan du réseau.

Établie en souterrain, Bambú est une station de passage de la ligne 1 du métro de Madrid. Elle est située entre la station Pinar de Chamartín, terminus nord de la ligne, et la station Chamartín, en direction du terminus sud Valdecarros. 
Elle dispose des deux voies de la ligne encadrées par deux quais latéraux.

## Histoire
La station Bambú est mise en service le 11 avril 2007, lors de l'ouverture à l'exploitation du prolongement de la ligne 1 de Plaza de Castilla à Pinar de Chamartín,. Elle est nommée en référence à la rue éponyme qu'elle dessert.

## Services aux voyageurs

### Accès et accueil
L'accès à la station s'effectue par un édicule qui s'élève sur la rue du Bambou, équipé d'escaliers, d'escaliers mécaniques et d'un ascenseur pour l'accessibilité des personnes à la mobilité réduite. Située en zone A, elle est ouverte de 6h00 à 1h30.

### Desserte
Bambú est desservie par les rames qui circulent sur la ligne 1 du métro de Madrid,.

Installations et desserte
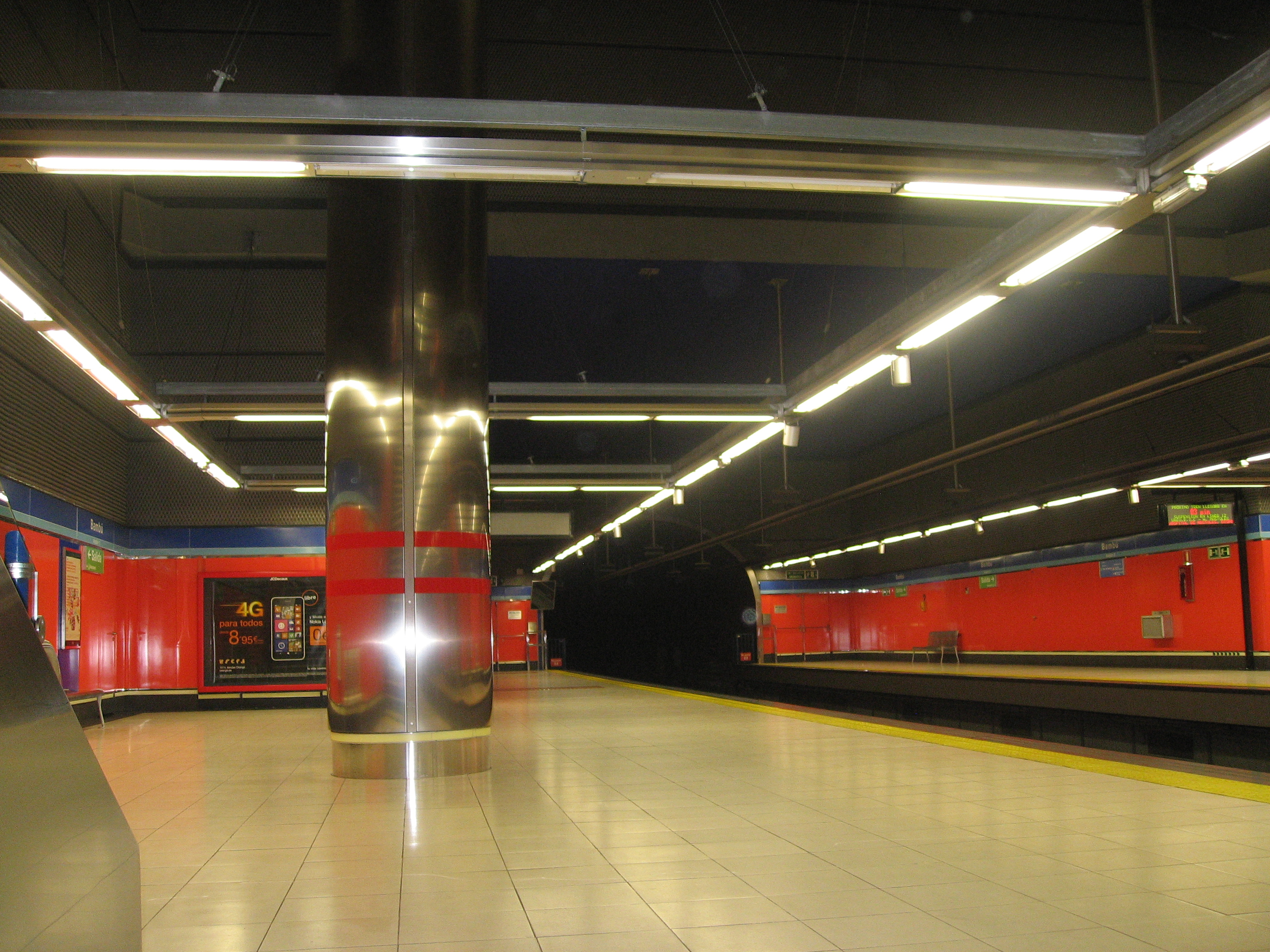
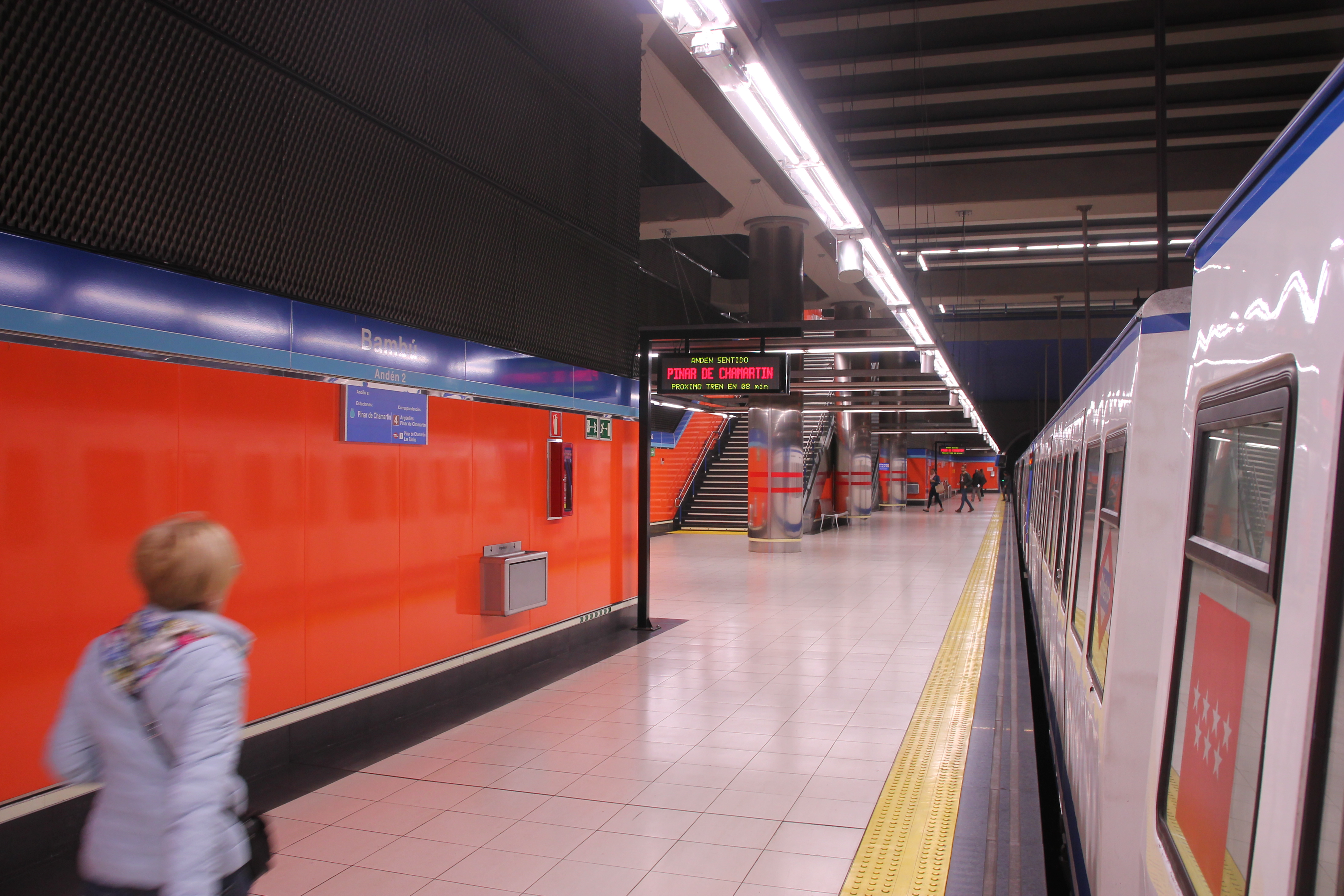

### Intermodalité
À proximité des arrêts de bus urbains sont desservis par les lignes 129, 150 et 174, ainsi que par le bus interurbain 171.